# Daň z finanční transakce
Cílem daně z finančních transakcí (anglicky Financial transaction tax, dále jen FTT) je zajistit, že bude finanční sektor přispívat spravedlivou částku do státního rozpočtu. “FTT není uvalována na finanční instituce jako takové, ale zdaňuje pouze konkrétně definované transakce, takže pokud instituce neprovádí dané transakce, nebude jejím poplatníkem.” Předmětem této daně je hrubá hodnota transakce, nikoli hodnota přidaná a z toho důvodu se při více transakcích jednoho aktiva daň kumuluje.

## Výhody a nevýhody FTT
Zastánci FTT si od ní slibují omezení krátkodobých spekulací, omezení transakcí na finančních trzích, které nevedou k lepší alokaci zdrojů, snížení volatility trhu nebo nápravu ocenění aktiv. Podle jejích odpůrců by její zavedení vedlo ke snížení cen aktiv, zvýšení nákladů na kapitál pro firmy, snížení výnosů a počtu transakcí, následkem čehož by se zvýšily náklady na nalezení protistrany ochotné obchodovat. Finanční instituce by také mohly reagovat zvýšením cen finančních služeb nebo snížením úroků z úspor, čímž by se přeneslo daňové břemeno na konečného spotřebitele. Tato daň také může sloužit jako nástroj ke konsolidaci veřejných rozpočtů, jelikož má vysoký výnosový potenciál i při nízké sazbě.

## Historie
Poprvé byla daň, která by se dala klasifikovat jako FTT, zavedena v roce 1694 ve Velké Británii. Byla to kapitálová daň z převodu cenných papírů, známá také pod názvem kolkovné.
Mezi zastánce FTT patřil například anglický ekonom John Maynard Keynes, který chtěl daň z finančních transakcí zavést během velké hospodářské krize na zdanění transakcí na Wall Street.
Dalším zastáncem FTT byl americký ekonom James Tobin, který chtěl v roce 1972, poté co se v roce 1971 rozpadl Brettonwoodský měnový systém, zavést mezinárodně jednotnou daň z měnových transakcí ve výši 1 %.
V roce 2009, v souvislosti s hypoteční krizí, požádali lídři skupiny G20 mezinárodní měnový fond, aby prozkoumal možnosti zavedení FTT, díky kterým by se finanční sektor podílel na úhradě škod, spojených s pomocí bankovnímu systému. MMF ve své zprávě doporučil zavedení příspěvku na finanční stabilitu, z něhož by byly později hrazeny výdaje na podporu finančních institucí. MMF ve své zprávě upřednostňoval zavedení daně z finančních aktivit, jejímž základem jsou zisky a odměny finančních institucí, nicméně ani zcela nezavrhoval využití FTT.

## Druhy daně z finančních transakcí
Jako daň z finančních transakcí se označuje několik forem daní. Tyto daně se liší především předmětem zdanění. 

### Daň z transakcí s cennými papíry
Tato daň se vztahuje na obchodování s cennými papíry (tj.: akcie, dluhopisy a jejich deriváty). „Předmětem daně tohoto typu jsou většinou transakce na sekundárním trhu a jen výjimečně na primárním.” Zdanění transakcí s akciemi na sekundárním trhu je také nejběžnější formou FTT. Výše této daně se většinou vypočítává ad valorem a základem je hodnota transakce, ale je možné ji vybírat i paušálně. Základ této daně je možné konstruovat dvěma způsoby. První tzv. široce konstruovaný základ daně zahrnuje akcie, dluhopisy i jejich deriváty. Nevýhodou tohoto způsobu je složitý výpočet hodnoty derivátů finančních instrumentů. Druhý způsob tzv. úzce konstruovaný základ daně zcela vynechává deriváty, čímž odpadá problém s výpočtem jejich daňového základu. Ovšem kvůli nezdanění všech finančních instrumentů se zvyšuje riziko distorzí, proto se spíše doporučuje využívat široký základ daně. Tato daň je zavedena například v Itálii, Velké Británii, Číně, JAR nebo Jižní Koreji.

### Daň z měnových transakcí
Daň z měnových transakcí nebo také Tobinova daň je daň uvalena na konverze měn i jejich deriváty. Cílem této daně je omezit spekulace na změny měnových kurzů a úrokových sazeb. Jednou ze zemí, ve které je tato daň zavedena, je Brazílie.

### Daň z bankovních transakcí
Daň z bankovních transakcí je uvalena na výběry a vklady v bankách. „Základem daně bývá hodnota vkladu/výběru a sazba daně bývá stanovena ad valorem.” Výnosy této daně ovšem s časem klesají kvůli zmenšujícímu se daňovému základu, jelikož se daňoví poplatníci naučí této dani vyhýbat (např.: využíváním služeb zahraničních bank nebo placením hotovými penězi). Tento typ daně se nejčastěji používá v Asii a v Latinské Americe.

### Daň z kapitálu nebo registrační daň
Daň z kapitálu nebo registrační daň se vztahuje na rozšiřování kapitálu společnosti ve formě vkladů, půjček nebo emisí akcií či dluhopisů. Využívá se na transakce finančních instrumentů na primárním trhu. Mezi země, které tento typ zdanění používají, patří např. Rusko a Turecko. 

### Daň z nabytí nemovitých věcí(dříve daň z převodu nemovitosti)
Mezi daně z finančních transakcí patří také daň z nabytí nemovitých věcí. Tato daň je zavedena v mnoha zemích. Je oblíbená, jelikož nemovitosti není možné přemístit do zahraničí a převody nemovitostí jsou dobře dohledatelné. Z těchto důvodů se tato daň dobře vybírá a riziko daňových úniků je minimální. 

### Daň z pojistného
Další daní z finančních transakcí je daň z pojistného, „jejímž úkolem je kompenzovat, ať už domněle nebo skutečně nedostatečné zdanění sektoru pojišťovnictví pomocí daně ze zisků a daně z přidané hodnoty.”

## FTT v rámci Evropské unie
Poté, co se nepodařilo prosadit návrh směrnice ze září 2011 na jednotnou daň z finančních transakcí pro celou Evropskou unii, představila Evropská komise 14. února 2013 návrh směrnice na zavedení FTT v jedenácti členských zemích. Těmito jedenácti zeměmi jsou Belgie, Německo, Estonsko Řecko, Španělsko, Francie, Itálie, Rakousko, Portugalsko, Slovensko a Slovinsko. V roce 2016 se ovšem Estonsko z projektu stáhlo. Některé země EU, které již FTT zavedly, se k tomuto návrhu posílené spolupráce nepřidaly. Konkrétně jde o Finsko, Irsko, Kypr, Lucembursko, Maltu, Polsko a Velkou Británii. Tento nový návrh má stejný rozsah a cíl jako ten původní z roku 2011 pro celou Evropskou unii. Minimální sazba pro transakce všech finančních instrumentů je 0,1 %. Výjimkou jsou jejich deriváty, kde je minimální sazba 0,01 %. Pro přijetí této směrnice je potřeba souhlas všech zúčastněných zemí. Vzhledem k vysoké mobilitě transakcí, na které je tato daň uvalena je vhodnější při její implementaci postupovat společně. Jednotný postup by mohl zabránit distorzím na jednotném trhu a fragmentaci finančních trhů. „Současná chybějící harmonizace FTT vede k daňovým arbitrážím a často také k dvojímu nebo nulovému zdanění.” Jestliže firma působí ve více jurisdikcích, způsobují jí navíc rozdíly v právních předpisech další finanční zátěž.
Daň z finančních transakcí zavedlo v roce 2012 Maďarsko, zdaněny jsou převody mezi účty a výběry hotovosti. Sazba daně se postupně navyšuje, zavedena byla také daň z měnových transakcí.
Daň z finančních transakcí zavádí od dubna 2025 Slovensko. Zdaněny mají být převody mezi účty a to sazbou 0,4 % z každé platby se stropem 40 eur. Zdaněny mají být také výběry hotovosti. a to sazbou 0,8 %. Dále mají být zdaněny platební karty a to 2 eur za rok. Daň mají platit pouze podnikatelé.